# 葛耀山
葛耀山（1904年—1933年），江苏高邮人，外号白毛。中國共產黨黨員，中国工农红军将领。曾任江西苏区保卫局局长。

## 生平
6岁與家人來到上海。8岁在日商内外棉八厂当童工。1914年春，进入沪西工人补习学校学习，曾受到嵇直、邓中夏、李立三、恽代英等人教育。後被选为工人代表，在沪西中共组织负责人刘华领导下，组织工人罢工。1924年1月，经蔡三介绍加入中国共产党。五卅運動发生后，刘华被殺，葛耀山被捕并关押在提篮桥监狱。四个月后出狱，被逐出租界。后又參加上海工人三次武裝起義。1927年四一二事件後，4月16日，再次被捕，關押在枫林桥监狱，后出狱。1927年7月，赴蘇聯莫斯科中山大學學習。1930年8月回到中華民國，在上海闸北区负责工人运动。
1931年4月，被中央派往苏区工作，任中國工農紅軍第三十五軍政治委員。5月14日，任红七军政治委员、前委委员。同年秋，第三次反围剿后，率红三军到江西于都县小密镇，開展打土豪分田地。同年10月，葛耀山背着军长李明瑞成立肃反委员会，在红七军中进行肃反。杀死许进、佘惠、魏伯冈等多人，监禁审查严刑逼供20多人。李明瑞也被怀疑为改组派头子，不得参与肃反。後又認定李明瑞為“假革命”、“混进革命队伍中的军阀”。10月下旬，李明瑞带两个警卫员由军部出发至于都县黄龙镇朱田村的五十六团第八连视察。当日葛耀山指示五十六团政委（团肃反书记）监视李明瑞，政委到朱田村后即召开连党支部会，布置连部杀死李明瑞，葛耀山又說李明瑞企图率队逃跑。
1931年11月7日至20日在瑞金召开的中华苏维埃共和国第一次全国代表大会上，葛耀山被选为中央执行委员。1932年初，调任红三军政治委员。同年，參加漳州戰役。同年夏，任瑞金中央軍事政治學習第二期政治營營長。1933年任江西省苏维埃政府保卫局局长。同年，葛耀山在江西宁都一次作戰中溺水身亡。